# Зломовчання
«Зломовчання» (хорв. Šutnja) — хорватсько-український шестисерійний фільм режисера Далібора Матаніча. Детективна стрічка розповідає про сексуальне рабство в сучасній Європі.
Показ серіалу в Україні стартував 10 грудня 2021 року на онлайн-сервісі OLL.TV. У Хорватії прем'єра серіалу запланована на телеканалі HRT.

## Сюжет
Дія фільму відбувається в наші дні в Хорватії та Україні. Киянка Ольга дізнається, що за невідомих обставин зникає її племінниця-підліток. Головна героїня вирушає на її пошуки. Розслідування приводить Ольгу в невелике хорватське місто Осієк. Там вона знайомиться з місцевим поліцейським Володимиром і журналістом Стрибором. Утрьох вони наштовхуються на низку інших схожих зникнень дівчат-підлітків. В результаті вони виходять на слід мафії, яка викрадає українських дівчат, продаючи їх у сексуальне рабство в Європі, а також займається контрабандою зброї. Троє головних героїв намагаються відстояти правду і кидають виклик кримінальній організації.

## У ролях
| Актор                    | Роль                                          |
| ------------------------ | --------------------------------------------- |
| Ксенія Мішина            | керівниця фонду Romanchenko foundations Ольга |
| Дарко Мілас              | детектив Володимир                            |
| Горан Богдан             | журналіст Стрибор                             |
| Ірина Веренич-Островська | сестра Ольги Аліна                            |
| Віктор Сарайкін          | охоронець Ольги                               |
| Андрій Ісаєнко           | директор фонду Romanchenko foundation Сергій  |
| Петро Ніньовський        | фотограф Віктор                               |

## Виробництво
Над виробництвом фільму працювали українська компанія Star Media, хорватська Drugi Plan та німецький дистриб'ютор Beta Film. Зйомки тривали протягом 18 днів у Києві та 38 днів в Осієку. Зокрема у Києві зйомки відбувалися поблизу Володимирського собору, станцій метро, на вулицях Сагайдачного і Хрещатик, в двориках в центрі міста, біля хмарочосу «Парус», на Рибальському острові. 60 — 70 % розмов у серіалі відбувається хорватською, решта — українською чи російською.

## Сценарій
Серіал є екранізацією роману «Виборче мовчання» («Izborna šutnja»), який входить в трилогію бестселерів «Слов'янська трилогія» відомого хорватського письменника та журналіста Драго Хедла. В романі автор об'єднав деталі свого розслідування сексуального рабства в Осієку на початку 2010-х років з детективним сюжетом. Журналіст виявив, що хорватські бізнесмени та політики займались сексом з неповнолітніми дівчатами з дитячого будинку. Скандал отримав широкий резонанс, але поліція заявила, що ця справа була сфабрикована. Хедл переконаний, що розслідування зупинили під тиском корумпованих політиків.
Сценарист Мар'ян Альчевскі зробив акцент на темі рабства в сучасному світі та збільшив кількість подій, які відбуваються в Києві. Творці «Зломовчання» заявили, що в разі успіху серіалу, будуть екранізовані й наступні частини трилогії.

## Резонанс
За словами режисера Далібора Матаніча, паралельно зі зйомками серіалу в Осієку, проходили місцеві вибори. Коли в місті стало відомо про сюжет фільму, один із кандидатів на виборах зняв свою кандидатуру.
«Мабуть, він подумав, що його кандидатура може відкрити питання про те, чим він займався, коли я писав про ці жахливі події. Адже саме він був одним і тих, хто був причетний до сексуальної експлуатації неповнолітніх дівчат у віці від 12 до 14 років в притулку Осієка», — прокоментував Драго Хедл.